# Tanaocerus koebelei
Tanaocerus koebelei är en insektsart som beskrevs av Bruner, L. 1906. Tanaocerus koebelei ingår i släktet Tanaocerus och familjen Tanaoceridae. Inga underarter finns listade i Catalogue of Life.